# نیکولاس دوپونت-ایگنان
نیکلاس دوپونت-ایگنان متولد ۷ مارس ۱۹۶۱ ، که گاهی اوقات با حروف اول  ، سیاستمدار فرانسوی است که از سال ۲۰۰۸ به عنوان رئیس حزب کوچک بایست فرانسه خدمت می کند. فرانسه. او تنها نماینده مجلس شورای ملی است که از سال ۱۹۹۷ برای هشتمین حوزه انتخابیه اسون انتخاب شده است و قبلاً شهردار یرس از ۱۹۹۵ تا ۲۰۱۷ بود.او عضو حزب اتحاد برای جنبش مردمی تا ژانویه ۲۰۰۷ بود ، سپس وی در نوامبر ۲۰۰۸ حزب گلیست فرانسه بایست را تاسیس کرد ، که تا اکتبر ۲۰۱۴جمهوری بایست نام داشت که  ارتباطی تنگاتنگ با حزب سیاسی اروپایی اروپاییان متحد برای دموکراسی دارد  او در سال های ۲۰۱۲ و ۲۰۱۷ برای ریاست جمهوری فرانسه نامزد شد. درانتخابات ۲۰۱۷  در دور دوم از مارین لوپن حمایت کرد.